# Eruzione dell'Etna del 1923
L'eruzione dell'Etna del 1923 ebbe inizio il 16 giugno e si concluse circa un mese dopo aver distrutto l'abitato di Catena e interrotto la linea ferroviaria della Ferrovia Circumetnea e le comunicazioni stradali.
L'eruzione ebbe origine da una serie di fenditure apertesi sul versante nord-orientale del vulcano in direzione NE-SO da quota 2500 m e fino alla quota 2000 m s.l.m. lungo l'asse del Monte Nero. Iniziò con una forte attività di tipo stromboliano seguita dalla fuoruscita di magma fluido.
Tra il 17 e il 29 giugno la lava coprì circa 3 km² di terreno coltivato a vigneto e noccioli; il 19 giugno, tra le 16h 30 e le 20h 00, distrusse la stazione ferroviaria di Castiglione-Cerro della ferrovia Circumetnea, le case di Cerro e circa 50 case del villaggio Catena.
Dopo aver distrutto parte dell'abitato di Catena venne minacciato da vicino quello di Linguaglossa. Furono interrotti e coperti alcuni tratti della Ferrovia Circumetnea.
La colata dopo aver percorso circa 11 km si arrestò il 18 luglio a quota 600 m s.l.m.. La tratta ferroviaria venne abbandonata e ricostruita successivamente in variante in altro sito più a valle.